# خليل بوحاجب
خليل بوحاجب، هو ابن الشيخ سالم بوحاجب، ولد يوم 27 أوت 1863 بتونس العاصمة، وتوفي بضاحية المرسى يوم 8 فيفري 1942، رجل سياسة تونسي تقلد الوزارة الكبرى.

## نشأته
ينحدر خليل بوحاجب من عائلة أصيلة بنبلة بالساحل التونسي. ويعتبر والده أحد أعلام الحركة الإصلاحية التونسية. أما هو فقد درس أولا بالكتّأب ثم التحق بالمدرسة الصادقية بتونس عند افتتاحها عام 1875 وفيها تعلم اللغتين الفرنسية والتركية ثم تحول إلى فرنسا للدراسة بـمعهد سان لوي بباريس.

## مسيرته السياسية
إثر مناظرة تمت عام 1884 دخل حسين بوحاجب إلى الكتابة العامة للحكومة. وفي عام 1897 عين رئيسا لمكتب الشؤون الجزائية. وفي عام 1901 أصبح مفتشا في المحاكم الجهوية، وفي عام 1905 عين قاضيا في محكمة الوزارة بالعاصمة وهي أهم محكمة أهلية آنذاك. وفي 22 أفريل 1915، عين رئيسا لمحكمة الدريبة بتونس، ثم في 19 أكتوبر 1915 شيخا لمدينة تونس. وفي 22 ماي 1922 سمي وزيرا للقلم، ثم وزيرا أكبر في 3 نوفمبر 1926 إثر وفاة الوزير الأكبر مصطفى الدنقزلي. وفي 1 مارس 1932 دفع إلى الاستقالة نتيجة الدسائس التي كانت تحاك ضده في القصر. لم يترك خليل بوحاجب عقبا، وقد دفن إلى جانب والده وأخيه الحكيم حسين بوحاجب في تربة بوحاجب بمقبرة الجلاز.

## المثقف
في عام 1898 أصبح خليل بوحاجب عضوا للهيئة المديرة للجمعية الخلدونية، كذلك فقد نظم مجلسا أدبيا في منزله، كان ملتقى المثقفين وبلغ من الشهرة حتى أن الرحالة والمثقفين الأجانب المارين بتونس كانوا يحرصون على حضوره. وفي هذا المجلس تعرف على الأميرة نازلي فاضل حفيدة محمد علي باشا وقد تزوج منها في عام 1900.

## روابط خارجية
- صفحة حول خليل بوحاجب على الانترنت.